# Deutsches Institut für Normung
DIN es el acrónimo de Deutsches Institut für Normung (Instituto Alemán de Normalización).
El Deutsches Institut für Normung e.V. (su marca empresarial es DIN), con sede en Berlín, es el organismo nacional de normalización de Alemania. En cooperación con el comercio, la industria, la ciencia, los consumidores y las instituciones públicas elabora estándares técnicos (normas) para la racionalización y el aseguramiento de la calidad. El DIN representa los intereses alemanes en las organizaciones internacionales de normalización (ISO, CEI, entre otros). El comité electrotécnico es la DKE en DIN y VDE (Fráncfort).
El DIN fue creado el 22 de diciembre de 1917 como Normenausschuss der deutschen Industrie (NADI). El acrónimo DIN también ha sido interpretado como Deutsche Industrie Norm (Norma de la industria alemana) y Das Ist Norm (Esto es norma).
A través de la metodología empleada en la elaboración de las normas se pretende garantizar que sus contenidos correspondan con el «estado del arte».
La editorial Beuth-Verlag, relacionada con el DIN, se encarga de la venta y distribución de las normas editadas por el DIN y de las normas de otros organismos de normalización, tanto nacionales como extranjeros.
Una norma DIN de uso habitual es la DIN 476, que define los formatos (o tamaños) de papel y que ha sido adoptada por la mayoría de los organismos nacionales de normalización de Europa.
Otro DIN se aplicaba para expresar la sensibilidad del material fotográfico. Cada tres valores DIN se duplica la sensibilidad.

## Historia

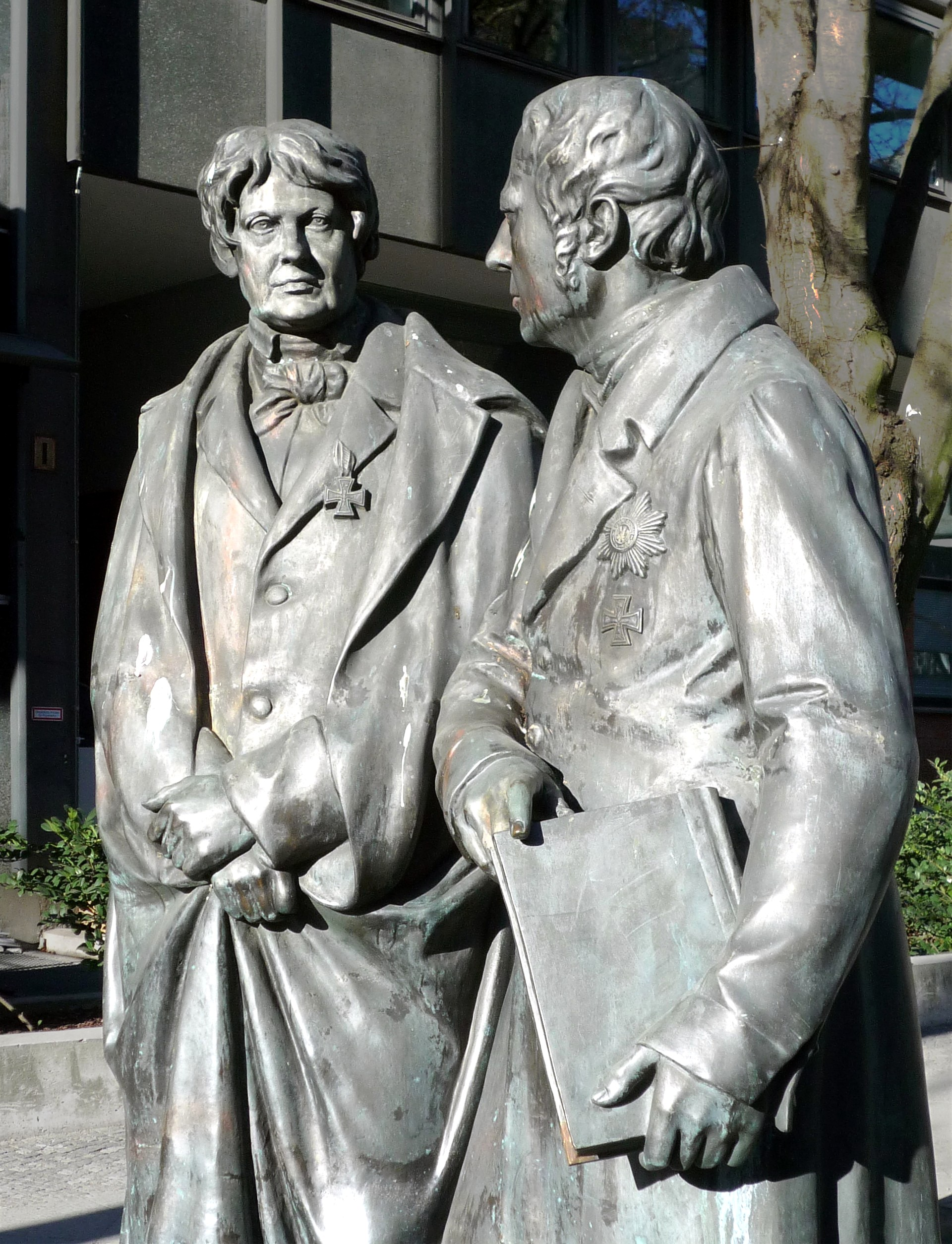
Las estatuas de Christian Peter Wilhelm Beuth y Wilhelm von Humboldt frente al edificio del DIN en Berlín

Los trabajos preliminares sobre la racionalización de la producción de armamento en enero de 1917 llevaron a comprender que toda Alemania debía convertirse en una comunidad de producción para un solo cliente, las fuerzas armadas, y que para ello eran necesarias normas básicas, especialmente para la cooperación en ingeniería mecánica. La iniciativa que condujo a la posterior fundación del DIN partió, por tanto, del "Königliches Fabrikationsbüro für Artillerie (Fabo-A)" de Berlín.
El DIN se fundó en el Imperio Alemán en mayo de 1917 como "Comité de Normas para la Ingeniería Mecánica" con la tarea de normalizar los elementos más importantes de las máquinas. El 22 de diciembre de 1917, pasó a llamarse "Comité de Normas de la Industria Alemana" (NADI). Los resultados del trabajo de la NADI fueron las "Normas Industriales Alemanas" (primero abreviadas como "Norma DI", pero pronto como "DIN"). La primera norma, la DI-Norm 1, apareció el 1 de marzo de 1918 y especificaba las dimensiones y los materiales de los pasadores cónicos. El DIN es una asociación registrada desde 1920 y en 1922 se publicó la norma DIN 476 formato de papeles (por ejemplo, la DIN A 4), que es probablemente la más conocida por los consumidores. También es familiar en la vida cotidiana alemana el tipo de letra estándar de las señales de tráfico DIN 1451, que se llama coloquialmente la DIN.
En 1926, El DIN pasó de llamarse "Comité de Normalización de la Industria Alemana" a "Comité Alemán de Normalización" (DNA), porque la normalización en el Reich ya había superado el ámbito más estrecho de la industria en los años 20. Por la misma razón, la DNA intentó utilizar la abreviatura "DIN" con "Das Ist Norm" para sustituir a "Deutsche Industrie-Norm". Sin embargo, este término no logró ser aceptado por el público.
Tras la Segunda Guerra Mundial, el Consejo de Control Aliado autorizó al DIN a reanudar sus actividades en 1946. En 1951, la DIN se convirtió en miembro de la Organización Internacional de Normalización (ISO) con la pretensión de representar el área lingüística alemana.
En mayo de 1975 (poco antes de la conclusión del Tratado sobre las normas, véase más adelante), el nombre de la organización y el de sus resultados de trabajo volvieron a cambiar. Desde entonces, la organización se denomina DIN Deutsches Institut für Normung e. V., y los resultados del trabajo son las Normas Alemanas o Normas DIN.
El 5 de junio de 1975, el DIN Deutsches Institut für Normung e. V. y la República Federal de Alemania firmaron el Tratado de Normas Esto dio al DIN un considerable reconocimiento público, ya que la República Federal se comprometió a dirigirse exclusivamente a ella para las cuestiones y tareas relevantes planteadas por el Estado. Igualmente, la República Federal recomienda únicamente la norma DIN para los trabajos de normalización internacional. A cambio, el DIN hizo públicos sus principios básicos (DIN 820), que hasta entonces se aplicaban internamente, y se comprometió no sólo a asumir las tareas de normalización sugeridas por el Estado, sino a darles un trato preferente. Como consecuencia del interés público que suscita el tratado, se crearon en el DIN las Comisiones de Ingeniería de Seguridad y de Protección del Medio Ambiente y el Verbraucherrat. En contra de la opinión generalizada, el DIN siguió siendo una organización no gubernamental independiente. La República Federal no recibió ningún derecho a emitir directivas sobre el trabajo del DIN, pero tampoco cedió ninguna parte de su propia soberanía al DIN.
La contraparte de las normas DIN en la RDA fue la TGL, que al principio se basaba en gran medida en las normas DIN, pero que más tarde tuvo en cuenta cada vez más las normas del RGW. La cooperación entre la Alemania Oriental y la Occidental en el campo de la normalización se redujo drásticamente después de que el gobierno de la RDA cerrara las oficinas del DIN en Berlín Oriental, Jena e Ilmenau en 1961. Desde la disolución de la Amts für Standardisierung, Messwesen und Warenprüfung (ASMW) de la RDA en 1990, el DIN vuelve a ser responsable de los trabajos de normalización en toda Alemania.
Hoy en día, la labor de normalización tiene un carácter cada vez más europeo e internacional: En la actualidad, sólo el 15 % de los proyectos de normalización son de carácter puramente nacional. En 2015, el DIN ocupaba el 17 % de todas las secretarías de la ISO y el 29 % de todas las secretarías de los órganos de trabajo del CEN.
En 2007, el DIN se hizo conocido por la ß mayúscula (Versal-ß) así como para el estándar de documentos Office Open XML.

### DIN Software GmbH
En 1988 se fundó la empresa DIN Software GmbH con el objetivo de adquirir, crear y distribuir archivos y programas certificados en soportes de datos legibles por máquina en el ámbito de la tecnología, en particular para la fabricación de productos normalizados por la norma DIN y las aplicaciones de los procedimientos normalizados por la norma DIN. La fundación contaba con el apoyo de cuatro accionistas (DIN, Verband der Automobilindustrie, VDMA y ZVEI). Desde 1993, DIN Software GmbH es una filial al cien por cien de DIN. Al principio, los principales productos consistían en datos de piezas estándar CAD para su uso en programas de diseño. Los datos de las partes de la norma se han tomado de las normas y se han ampliado con metadatos de la base de datos del Centro Alemán de Información sobre Normas Técnicas. (DITR). Los archivos de las normas EDIFACT también se ofrecen desde los inicios de DIN Software GmbH.
La estructura jerárquica de la base de datos DITR fue sustituida en 1996 por una base de datos relacional. A partir del año 2000, la base de datos DITR también fue utilizada como base de datos maestra por la DIN, la Beuth Verlag y la DIN Software GmbH para la norma y las referencias de documentos.
En 1989, el Comité de Expertos de Usuarios del Centro Alemán de Información sobre Normas Técnicas. (hoy DIN Software GmbH). Era y es un vínculo entre los usuarios de productos o servicios de información de la base de datos DITR y el fabricante.
En 2003, DIN Software GmbH se hizo cargo del Centro Alemán de Información de Normas Técnicas gestionado por el DIN y de la base de datos DITR, incluidos los archivos electrónicos de texto completo del derecho técnico.

## Tarea
La tarea del DIN es estimular, organizar, controlar y moderar la normalización en beneficio del público en general, salvaguardando al mismo tiempo el interés público. Los resultados del trabajo sirven a la innovación, la racionalización, la comprensión en los negocios, la ciencia, la administración y el público, asegurando la usabilidad, el aseguramiento de la calidad, la compatibilidad, la intercambiabilidad, la salud, la seguridad, la protección del consumidor, la seguridad laboral y la protección del medio ambiente. Al crearlos, el objetivo es que las reglas de tecnología generalmente aceptadas se cumplen y se tiene en cuenta el estado actual de la técnica.
Los temas electrotécnicos son tratados conjuntamente por DIN y la Asociación Alemana de Ingeniería Eléctrica ( VDE ) en la Comisión Alemana DKE de Tecnologías Eléctricas, Electrónicas y de la Información en DIN y VDE.
DIN trabaja en los comités de normas internacionales y europeos ISO y CEN y en las organizaciones electrotécnicas IEC y CENELEC para representar los intereses alemanes y promover la libre circulación internacional de mercancías. Organiza la integración de las normas internacionales en el cuerpo alemán de normas.
Las normas DIN son distribuidas por Beuth Verlag , una subsidiaria del Grupo DIN, en formato impreso y como descarga por una tarifa. El editor también vende documentos estándar de otros organismos de estandarización extranjeros.
En Suiza, la Asociación Suiza de Normalización (SNV) y en Austria, Austrian Standards International ( ÖNORM ) realizan trabajos comparables.

## Financiación
El presupuesto del DIN y, por tanto, la financiación de los trabajos de normalización se nutre de cuatro fuentes, cuya parte del presupuesto total se compone de la siguiente manera:
1. Ingresos propios (60,6 %)[8] - DIN genera la mayor parte a través de sus filiales. Sobre todo, los ingresos de Beuth Verlags por la venta de las normas y otros productos del DIN, así como los ingresos por inversiones, son fuentes importantes de los ingresos del DIN.[9]
2. Fondos de proyectos procedentes de la industria (20,3%)[8] - Compuestos por contratos de proyectos, contribuciones de financiación y contribuciones de costes[9] procedentes de la industria, representan la segunda parte más importante del presupuesto total.
3. Cuotas de afiliación (9,8%)[8] - Entre otras cosas, los miembros tienen la oportunidad de influir en la política de normalización a través de sus cuotas y reciben descuentos en las licencias.[10]
4. Fondos de proyectos del sector público (9,3%)[8] - se proporcionan en interés de la promoción general del comercio, el fomento de la competencia y en interés del orden público (seguridad y salud laboral, protección de la salud, etc.). Estos fondos se destinan a la realización de proyectos específicos de normalización de interés público.

## Círculo Waldemar Hellmich
El Círculo Waldemar Hellmich (Waldemar-Hellmich-Kreis) es un grupo honorario del Instituto Alemán de Normalización DIN. Con motivo de su 40 aniversario en 1957, el DIN fundó el Círculo Waldemar Hellmich en memoria de su fundador Waldemar Hellmich y para honrar a personalidades que hayan prestado servicios destacados en el campo de la normalización en sus actividades profesionales. Su objetivo es mantener la tradición del DIN y contribuir a que la labor de normalización siga desarrollándose animadamente mediante la formulación de recomendaciones. Los miembros del círculo son nombrados por el Presidium del DIN. Un pin que representa los formatos de papel sirve como signo visible de pertenencia al Círculo Waldemar Hellmich. El número de miembros del círculo está limitado a 50 miembros.

## Ejemplos de normas DIN de productos de consumo
- Conector DIN

## Crítica
Las normas DIN son criticadas por ser favorables a la industria y servir al bienestar de la industria más que al bien común. Por ejemplo, la "prueba de pozo de fuego no práctica" de DIN 4102 fue cuestionada en un informe de cadena de televisión alemana Norddeutscher Rundfunk (NDR). Según el informe, el poliestireno sujeto en el método de prueba como una barra alta y angosta se derrite hacia arriba y, por lo tanto, se aleja de la fuente de calor o fuego (quemador piloto y goteo de (poli)estireno), lo que hace que el método de prueba esté estructurado para que coincida con el utilizado por el resultado deseado por la industria de probar la incombustibilidad del poliestireno y la falta de propagación del fuego.